# The Crossing (album)
Pour les articles homonymes, voir The Crossing.
Albums de Big Country
Steeltown
(1984)
Singles
1. Harvest Home
Sortie : septembre 1982
2. Field of Fire
Sortie : février 1983
3. In a Big Country
Sortie : mai 1983
4. Chance
Sortie : août 1983

The Crossing est le premier album du groupe de rock écossais Big Country sorti le 15 juillet 1983. Produit par Steve Lillywhite, il met en avant le style caractéristique du groupe d'évoquer les instruments traditionnels celtes, notamment les cornemuses, par l'intermédiaire des guitares électriques et l'utilisation du EBow, avec des compositions originales.
L'album connait un important succès au Royaume-Uni, se classant 3e dans les charts, ainsi qu'au Canada (4e), en Nouvelle-Zélande (8e), aux Pays-Bas (11e), en Suède (17e), aux États-Unis (18e), en Australie (21e). Le single In a Big Country quant à lui, se hisse à la 17e place du Billboard Hot 100 aux États-Unis.
The Crossing a été réédité à trois reprises (en 1996, 2002 et 2012) avec des titres bonus.

## Caractéristiques artistiques

### Composition du groupe
- Stuart Adamson : chant, guitares, ebow, piano
- Bruce Watson : guitare, ebow, mandoline, sitar, chœurs
- Tony Butler : basse, chœurs
- Mark Brzezicki : batterie, percussions, chœurs

## Fiche technique

### Liste des chansons

#### Édition originale
Toutes les chansons sont écrites et composées par Stuart Adamson, Mark Brzezicki, Tony Butler, Bruce Watson sauf Harvest Home écrite et composée par Adamson, Watson.
| 1. | In a Big Country | 4:44 |
| 2. | Inwards          | 4:36 |
| 3. | Chance           | 4:26 |
| 4. | 1000 Stars       | 3:50 |
| 5. | The Storm        | 6:19 |

| 6.  | Harvest Home   | 4:19 |
| 7.  | Lost Patrol    | 4:52 |
| 8.  | Close Action   | 4:15 |
| 9.  | Fields of Fire | 3:31 |
| 10. | Porrohman      | 7:52 |

NoteLa version cassette comporte 4 titres supplémentaires :
- Angle Park (Adamson, Watson) – 4:08
- Fields of Fire (400 Miles) - (Alternate Mix) – 5:19
- Heart & Soul – 5:13
- In a Big Country - (12" Mix) – 6:19

#### Titres bonus de l'édition remastérisée de 1996
Toutes les chansons sont écrites et composées par Stuart Adamson, Mark Brzezicki, Tony Butler, Bruce Watson sauf Angle Park écrite par Adamson et composée par Watson.
| No  | Titre        | Durée |
| --- | ------------ | ----- |
| 11. | Angle Park   | 4:08  |
| 12. | All Of Us    | 4:09  |
| 13. | The Crossing | 7:09  |
| 14. | Heart & Soul | 4:33  |

#### Titres bonus de la réédition de 2002
Les chansons 11 à 14 sont parues sur un EP intitulé Wonderland sorti en 1984.
Toutes les chansons sont écrites et composées par Stuart Adamson, Mark Brzezicki, Tony Butler, Bruce Watson sauf Angle Park écrite par Adamson et composée par Watson.
| No  | Titre                                                  | Durée |
| --- | ------------------------------------------------------ | ----- |
| 11. | Wonderland                                             | 3:58  |
| 12. | All Fall Together                                      | 5:16  |
| 13. | Angle Park                                             | 4:08  |
| 14. | The Crossing                                           | 7:10  |
| 15. | Chance (single version) (version single réenregistrée) | 4:37  |

#### Titres bonus de la réédition de 2012
Cette réédition comporte 2 CD
Toutes les chansons sont écrites et composées par Stuart Adamson, Mark Brzezicki, Tony Butler, Bruce Watson sauf mention.
| 11. | Balcony (apparaît sur la bande originale du film Contre toute attente) | - Adamson - Watson                                | 3:56 |
| 12. | Flag of Nations (Swimming)                                             | - Adamson - Watson                                | 4:38 |
| 13. | Angle Park                                                             | - Adamson - Watson                                | 4:08 |
| 14. | All Of Us                                                              |                                                   | 4:10 |
| 15. | Heart and Soul                                                         |                                                   | 4:33 |
| 16. | The Crossing                                                           |                                                   | 7:09 |
| 17. | The Tracks of My Tears (live)                                          | - Marvin Tarplin - Smokey Robinson - Warren Moore | 3:32 |

| 1.  | Angle Park (Demo)                 | - Adamson - Watson | 4:19 |
| 2.  | Harvest Home (Demo)               | - Adamson - Watson | 4:26 |
| 3.  | We Could Laugh (Demo)             | - Adamson - Watson | 3:23 |
| 4.  | In A Big Country (Demo)           |                    | 3:44 |
| 5.  | The Storm (Demo)                  |                    | 2:15 |
| 6.  | Big City (Demo)                   |                    | 3:29 |
| 7.  | Fields of Fire (Riverside BBC TV) |                    | 4:16 |
| 8.  | Lost Patrol (Demo)                |                    | 5:29 |
| 9.  | Inwards (Demo)                    |                    | 4:15 |
| 10. | 1000 Stars (Chris Thomas mix)     |                    | 4:10 |
| 11. | Lost Patrol (Chris Thomas mix)    |                    | 4:56 |
| 12. | Inwards (Chris Thomas mix)        |                    | 4:10 |
| 13. | Close Action (Chris Thomas mix)   |                    | 3:49 |
| 14. | Fields of Fire (Demo)             |                    | 5:27 |
| 15. | 1000 Stars (Demo)                 |                    | 4:35 |
| 16. | Ring Out Bells (Demo)             |                    | 4:41 |
| 17. | Chance (Demo)                     |                    | 3:17 |

## Classements hebdomadaires
| Classement (1983)              | Meilleure place |
| ------------------------------ | --------------- |
| Australie (Kent Music Report)  | 21              |
| Canada (Canadian Albums Chart) | 4               |
| États-Unis (Billboard 200)     | 18              |
| Nouvelle-Zélande (RIANZ)       | 8               |
| Pays-Bas (Mega Album Top 100)  | 11              |
| Royaume-Uni (UK Album Chart)   | 3               |
| Suède (Sverigetopplistan)      | 17              |

## Certifications
| Pays                  | Certification | Unités certifiées |
| --------------------- | ------------- | ----------------- |
| Canada (Music Canada) | Platine       | 100 000           |
| États-Unis (RIAA)     | Or            | 500 000           |
| Royaume-Uni (BPI)     | Platine       | 300 000           |